# Cristina Michaus
Cristina Michaus, née le 9 septembre 1961, est une actrice, dramaturge et réalisatrice mexicaine.

## Carrière
Cristina Michaus a commencé sa carrière artistique en 1976 et a suivi des études d’art dramatique à l’Universidad Veracruzana,,.
Michaus a partagé la scène avec des acteurs de l’Âge d’or du cinéma mexicain, tels que Blanca Guerra et Adalberto Martínez "Resortes" au début de sa carrière au Teatro Blanquita, puis avec des interprètes contemporains comme Daniel Giménez Cacho dans Sexo, pudor y lágrimas, et Luis Fernando Peña dans le long-métrage De la calle,.

### Théâtre
Dans les années 1980 et 1990, Cristina Michaus participe et tient des rôles principaux dans des mises en scène de répertoire classique, telles que Le Grand Théâtre du monde de Calderón de la Barca et Œdipe roi de Sophocle, produites par la Compagnie nationale de théâtre de l’Institut national des beaux-arts du Mexique (INBA). Elle joue également dans des œuvres contemporaines comme Rosa de dos aromas et Sexo, pudor y lágrimas. Le succès de cette dernière auprès du public mènera à son adaptation au cinéma,,,.
Sa participation en tant qu’actrice et metteuse en scène est accréditée dans plus de trente productions théâtrales au Mexique, selon l’Archivo de Fuentes para el Registro de la Escena Mexicana.

#### Critique théâtrale
Dans Œdipe roi, elle « déploie un érotisme maternel qui est la passion de Jocaste ». Son interprétation du rôle d’Adela dans La Maison de Bernarda Alba est décrite par Malkah Rabell comme « pleine de vigueur et de compréhension dramatique ».
La même critique qualifie l’adaptation d’El apando par Michaus de « bien plus infernale que celle de José Revueltas », et sa mise en scène de « si excessivement réaliste que l’on avait presque l’impression que l’odeur étouffante de l’Apando descendait de la scène ».

### Cinéma et télévision
Au cinéma, Cristina Michaus interprète des femmes marginalisées et transgressives. Le rôle pour lequel elle est la plus connue est celui de la séduisante et mature Tomasa dans El tigre de Santa Julia (2002),.
Dans De la calle, elle incarne La Seño, une trafiquante de drogue à petite échelle,.
Dans De ida y vuelta,, elle joue une prostituée. Ces personnages s’inscrivent dans une lignée de figures tragiques du cinéma classique mexicain, notamment celle des rumberas, comme le décrit Rafael Aviña dans son ouvrage Cabaret, rumberas y pecadoras en el cine mexicano… ayer y hoy.
Parmi ses apparitions à la télévision, on compte le rôle de Doña Esperanza, la mère de El Chapo dans la série éponyme de Netflix, ainsi qu’un épisode de Mujeres asesinas,,.

### Activisme
Après vingt ans de carrière comme actrice, Cristina Michaus cofonde la compagnie de production Tenzin et l’association civile Barriocinema, par lesquelles elle produit des pièces de théâtre et des courts-métrages sur des thématiques telles que les violences de genre, la violence intrafamiliale, la justice sociale et les droits humains. Son travail intègre les arts de la scène et du cinéma à des campagnes de sensibilisation sur les problématiques structurelles au Mexique — une approche que Michaus qualifie d’« artivisme »,.
La question des féminicides à Ciudad Juárez est l’un de ses thèmes les plus récurrents. Elle se rend à Ciudad Juárez pour enquêter, réaliser et coproduire le documentaire Juárez: desierto de esperanza,,.
Elle collecte des milliers de signatures pour exiger justice, qu’elle remet en personne aux autorités mexicaines ainsi qu’au Conseil des droits de l’homme des Nations unies. Elle participe également à l’organisation de manifestations de masse sur la place du Zócalo à Mexico contre la violence envers les femmes,,,.
En 2002, Michaus écrit et interprète le monologue Mujeres de Ciudad Juárez,. Après plus de 200 représentations au Mexique, l’œuvre est traduite en anglais et adaptée par Jimmy A. Noriega pour être interprétée par plusieurs actrices. Elle est alors présentée dans de nombreuses universités aux États-Unis ainsi qu’à des festivals internationaux en Colombie, Belgique, Grèce et Inde. Vers 2022, Mujeres de Ciudad Juárez devient un objet d’étude dans des publications universitaires sur le théâtre et la violence de genre,,,,.
En 2004, Michaus coproduit et coréalise le documentaire ¿Te digo un secreto?, dans lequel des femmes victimes de violences conjugales témoignent depuis les refuges où elles sont hébergées. Ce documentaire et d’autres courts-métrages sélectionnés sont présentés sur la place du Zócalo et dans plusieurs quartiers « chauds », y compris ceux où ils ont été réalisés, pour sensibiliser aux problématiques de violence, de dépendances et de santé reproductive,,,.
Entre 2017 et 2018, Michaus coécrit et joue le monologue Con don de decidir, destiné à la prévention des grossesses chez les adolescentes. Elle présente ce spectacle devant plus de vingt mille élèves de niveau secondaire, en collaboration avec des gouvernements d’États comme la Basse-Californie du Sud et Tlaxcala,,.
En 2006, elle coécrit le spectacle de stand-up contre la violence intitulé Pásele marchanta, produit avec le soutien du gouvernement de la Ville de Mexico. Elle présente la pièce également à Hermosillo, puis à nouveau dans la capitale, dans le cadre des Tandas del Círculo Teatral, afin de collecter des fonds pour le projet éducatif mené par Alberto Estrella, aux côtés d’autres comédiens et comédiennes engagé·es comme Alma Muriel et Ofelia Medina,.

## Parcours théâtral
- Mujeres de Ciudad Juárez : autrice, coproductrice, codirectrice et actrice[27],[31],[32],[33],[34],[35],[46].

- Con don de decidir : autrice, productrice, metteuse en scène et actrice[40],[41],[47],[48].

- Pásele marchanta : coautrice, coproductrice, codirectrice et actrice[45].

- Tiempos furiosos : actrice[49].

- Sexo, pudor y lágrimas : actrice[3],[5],[6].

- Rosa de dos aromas : actrice[3].

- El gran teatro del mundo : actrice[9].

- Œdipe roi : actrice[10].

- La Maison de Bernarda Alba : actrice[11].

- Apando : metteuse en scène[12].

- Bajo el silencio : metteuse en scène[50].

- Sor Juana en el SPA (2011) : autrice et metteuse en scène[51].

## Filmographie

### Cinéma
- De la calle (2001), dans le rôle de La Seño[15],[52].

- Sin dejar huella (2000), dans le rôle de Lolis[17].

- De ida y vuelta (2000), dans le rôle d'une prostituée[16],[53].

- El tigre de Santa Julia (2002), dans le rôle de Tomasa Rojo[14],[54],[55].

- Corazones rotos (2001), dans le rôle de Diana[56].

- Historia de una pasión (2011), dans le rôle de Carmela[57].

- La mina de oro (2011), dans le rôle de la femme tueuse[58].

### Télévision et séries
- El Chapo (2017–2018), dans le rôle de Doña Esperanza, mère de Joaquín Guzmán alias El Chapo – saisons 1, 2 et 3[19].
- Somos oro (2024), dans le rôle de Miss Jose[59].
- Mujeres asesinas (2008) – épisode « Mónica, acorralada »[20].

### Documentaires
- Juárez : Desierto de esperanza (2022), coproductrice et coréalisatrice[24],[25],[26],[29].
- ¿Te digo un secreto? (2004), coproductrice et coréalisatrice[37],[38],[39].

## Distinctions
- Prix Ariel de la meilleure actrice dans un second rôle pour De la calle (2001)[4],[60],[61].

- Nommée au prix Ariel de la meilleure actrice dans un second rôle pour Sin dejar huella (2000)[17].
- Nommée au même prix pour De ida y vuelta (2000)[17].

- Lauréate de la Bourse FONCA 2002, catégorie interprétation théâtrale, à l’occasion de ses 25 ans de carrière et pour soutenir son travail lié aux féminicides à Ciudad Juárez[62].

- Lauréate du prix Cuauhtémoc d’art 1998 pour la pièce Rosario o el desencanto de la patria[63],[64].

- Lauréate de la Bourse FONCA 1994, catégorie interprétation théâtrale, pour la création d’un spectacle multidisciplinaire solo sur le thème Femme-Patrie[65].

- Concernant l’œuvre Mujeres de Ciudad Juárez :
  - Publiée par le Conseil national de la culture et les arts ainsi que l’Institut national des beaux-arts, dans l’anthologie académique Hotel Juárez : Dramaturgia de feminicidios (2008)[46].
  - Sa version anglaise, Women of Ciudad Juárez, mise en scène par Jimmy Noriega, a été récompensée par le comité national du American College Theater Festival au Kennedy Center en 2015 pour « Making Theatre an Important Catalyst for Social Political Change »[35].